# Mutter sein dagegen sehr!
Mutter sein dagegen sehr! ist ein deutscher Spielfilm aus dem Jahre 1951 von Viktor Tourjansky mit Ilse Werner, Paul Klinger und Paul Kemp in den Hauptrollen.

## Handlung
Seit Florentine Witwe geworden ist, fühlt sich die alleinstehende Frau ziemlich einsam, auch wenn sie mit ihrem ehemaligen Vormund Herrn Haas, den sie stets nur „Häschen“ nennt, und ihrer Haushälterin Johanna, zwei verlässliche Freunde besitzt. Da kommt sie auf eine Idee, nachdem Florentine ihre Jugendfreundin Charlotte, die Leiterin eines Waisenhauses, besucht hat: Florentine beschließt, da der richtige Mann nicht in Sichtweite ist, kurzerhand ein Kind zu adoptieren: sie möchte den kleinen Peter mitnehmen, doch der will nicht ohne seine Freundin Monika das Waisenhaus verlassen. Als dann auch noch ein kleines Mädchen namens Schneewittchen das Herz von „Häschen“ erobert hat, entschließt sich Florentine, alle drei zu adoptieren. Dies bedeutet über Nacht eine große Umstellung und viel Arbeit für die noch junge Frau. Eines Tages lernt Florentine den schmucken Architekten Curt May kennen, der – man befindet sich in den spießigen und stockkonservativen 1950er Jahren – offensichtlich ein wenig geschockt ist, als er erfährt, dass jene Frau, die es ihm angetan hat, als Unverheiratete bereits drei kleine Kinder ihr eigen nennt. Beide geraten sich in die Haare, als sie zwecks Wohnraumvergrößerung von ihm einen Ausbau der Mansarde zu einem Kinderzimmer erwartet, zu dem er jedoch nicht bereit ist.
Man trifft sich vor Gericht, und mit ihrem mütterlich-fraulichen Charme gelingt es Florentine, Curts Herz allmählich zu erweichen. Da Florentine im Lauf der Geschichte Curt immer mehr bedeutet, gibt er sich „großmütig“ und bietet Florentine an, sie trotz ihres „Makels“ einer unehelichen Mutterschaft zu heiraten, auch als die Kinder Schneewittchen, Peter und Monika, die Florentine „Tante Mutti“ nennen, alles unternehmen, eine zukünftige Eheschließung zu torpedieren. Die kleinen Racker befürchten nämlich, dass bei einer Eheschließung nicht mehr genug Mutterliebe für sie übrig bleibt oder sie womöglich zurück ins Heim abgeschoben werden könnten. Nachbarjunge Willy, dessen Vater ein erfolgreicher Boxer mit gefürchtetem rechten Schwinger ist, soll überdies dem unerwünschten Eindringling Curt das Fürchten lehren. Dann droht neue Gefahr in Gestalt eines Ausbruchs der Masern. Schließlich erfährt Curt, der sich sehr um die Zuneigung der drei Kleinen bemüht, die wahren Hintergründe für Florentines beträchtliche Kinderschar und ist am Ende gerührt von ihrem offensichtlichen Großmut und dem dahintersteckenden Altruismus.

## Produktionsnotizen
Mutter sein dagegen sehr! wurde im Juni 1951 in München (Atelier- und Außenaufnahmen) gedreht. Die Uraufführung erfolgte am 14. August 1951 in Frankfurt am Main, die Berliner Premiere am 12. Oktober desselben Jahres.
Produzent Jochen Genzow war auch Produktionsleiter. Ernst H. Albrecht entwarf die von Arne Flekstad umgesetzten Filmbauten, Ursula Maes die Kostüme. Walter Rühland kümmerte sich um den Ton. Marina von Ditmar gab hier ihre Abschiedsvorstellung als Filmschauspielerin. Die Kinderszenen inszenierte ungenannt Friedrich Eichler.

## Kritiken
Im Lexikon des internationalen Films heißt es: „Seichte Komödienunterhaltung, bieder, ohne Anspruch auf Wirklichkeitsnähe.“
Dem Regisseur der Kinderszenen, Friedrich Eichler, der im Jahr zuvor mit viel Erfolg Isa und Jutta Günther in der gepriesenen Kästner-Verfilmung Das doppelte Lottchen dirigiert hatte, schwante bei Mutter sein dagegen sehr hingegen bereits während der Dreharbeiten, an welch verlogenem Filmkitsch er diesmal beteiligt war. Beim „doppelten Lottchen“, so gab er zu Protokoll, „waren die Kinder echter Mittelpunkt, hier werden sie nur als Rührelemente verwendet.“.